# Alfred Butot
Alfred Butot est un historien normand  né le 27 mai 1883 à Carentan dans la Manche, mort le 9 septembre 1957.
C’est un érudit auteur de plusieurs ouvrages sur la Normandie.

## Publications
- De la consommation et du commerce du vin en Normandie, particulièrement en Basse-Normandie et en Cotentin pendant la Guerre de Cent Ans. Préface par René Barbin. Paris, « Époque littéraire et artistique », 1938.L’auteur démontre que les Normands des XIVe et XVe siècles faisaient une grande consommation, non pas de cidre, mais de vin. Des documents anciens prouvent les réserves de vin entreposées dans les châteaux-forts de Bayeux, Falaise, Carentan, Valognes, etc. - Tavernes normandes, trafic fluvial, mesures usitées, prix du vin…

## Distinctions
- Chevalier de la Légion d'honneur (23 décembre 1931)